# Мухаммад Абдул Кайюм Хан
Сардар Мухаммад Абдул Кайюм Хан (урду سردار محمد عبدالقيوم خان‎; 4 апреля 1924, Газиабад, Джамму и Кашмир, Британская Индия — 10 июля 2015, Равалпинди, Пенджаб, Пакистан) — политический и государственный деятель Азад-Кашмира, трижды Президент Азад-Кашмира (8 сентября 1956 — 13 апреля 1957, 30 октября 1970 — 16 апреля 1975, 1 октября 1985 — 20 июля 1991). Премьер-министр Азад-Кашмира (29 июля 1991 — 29 июля 1996), прозаик.
С 1951 года 14 раз избирался председателем политического движения Конференции мусульман всего Джамму и Кашмира (более 20 лет).
Служил в инженерном корпусе Британской индийской армии в Африке и на Ближнем Востоке. Активно участвовал в борьбе за свободу Кашмира. Носил титул Муджахид-э-Авваль (первый святой воин) на том основании, что именно он произвёл первый выстрел в индо-пакистанской войне 1947 года.
Избирался президентом штата Джамму и Кашмир трижды в 1956, 1971 и 1985 годах. В 1974 году был отстранён от должности президента посредством вотума недоверия.
Автор ряда книг о борьбе за свободу Кашмира. Он также писал на политические, мистические, духовные и религиозные темы.